# Kralovehraški okraj
Kralovehraški okraj (češko Královéhradecký kraj, poljsko Kraj hradecki) je administrativna enota (okraj) Češke republike. Leži na severovzhodu države in meji na severu na Poljsko, od čeških okrajev pa od zahoda proti vzhodu na Libereški, Osrednječeški in Pardubiški okraj. Glavno mesto je Hradec Králové (okoli 100.000 prebivalcev), po katerem se okraj imenuje in je obenem tudi sedež rimskokatoliške škofije in univerze. Skupaj z Libereškim in Pardubiškim okrajem tvori statistično regijo Severovzhodna Češka.
Na severu okraja se razprostira mejno gorovje Krkonoši s Sněžko (1603 m.n.m.), najvišjim češkim vrhom. Obširna območja so zaščitena kot Narodni park Krkonoši, tu je pomembna dejavnost turizem. Poleg tega je razvita industrija v urbanih središčih in kmetijstvo v dolini reke Labe, ki izvira v Krkonoših.

## Upravna delitev
Kralovehraški okraj se nadalje deli v pet okrožij (okres).
| Okrožje                  | Prebivalcev (1. 1. 2020) | Površina [km²] | Gostota preb. [/km²] | Št. občin |
| ------------------------ | ------------------------ | -------------- | -------------------- | --------- |
| Hradec Králové (HK)      | 164.283                  | 892            | 184                  | 104       |
| Jičín (JC)               | 80.045                   | 887            | 90                   | 111       |
| Náchod (NA)              | 109.958                  | 852            | 129                  | 78        |
| Rychnov nad Kněžnou (RK) | 79.383                   | 982            | 81                   | 80        |
| Trutnov (TU)             | 117.978                  | 1.147          | 103                  | 75        |
| Skupaj                   | 551.647                  |                |                      |           |